# Pacific Strike
Pacific Strike est un jeu vidéo de simulation de combat aérien développé par Origin Systems et publié par Electronic Arts sur IBM PC en 1994. Le jeu fait suite à  Strike Commander (1993) dont il transpose le gameplay à la guerre du Pacifique de la Seconde Guerre mondiale. Il débute le 7 décembre 1941 lors de l'attaque de Pearl Harbor. Le joueur incarne un pilote de l'US Navy et doit alors livrer bataille contre l'aviation japonaise afin de protéger la flotte américaine. Il est ensuite transféré à bord du porte-avion Enterprise puis progresse dans la hiérarchie au fur et à mesure de ses missions, qui suivent plus ou moins le déroulement de la guerre du Pacifique.

## Système de jeux
Le gameplay est très similaire à celui de Strike Commander d'Origin. Contrairement à lui ou à la série Wing Commander , Pacific Strike plonge le joueur dans un contexte historique réel en tant que pilote américain pendant les mois qui ont suivi l' attaque japonaise sur Pearl Harbor , pilotant des avions depuis un porte-avions et effectuant des missions telles que la reconnaissance, l'interception d'avions ennemis et l'attaque de navires ennemis. Si le joueur s'en sort bien, il devient possible de vaincre l' Empire du Japon sans recourir à la bombe atomique. Des performances extrêmement médiocres pourraient entraîner la défaite de la marine américaine et la cession d'Hawaï à l'Empire.

## Accueil
| Pacific Strike        |      |       |
| Média                 | Nat. | Notes |
| Computer Gaming World | US   | 1.5/5 |
| Edge                  | GB   | 8/10  |
| Gen4                  | FR   | 92 %  |
| Joystick              | FR   | 85 %  |